# Allied Force Headquarters
L'Allied Force Headquarters (AFHQ) è stato il quartier generale responsabile del controllo delle forze alleate nel teatro del Mediterraneo della seconda guerra mondiale dall'agosto del 1942 alla fine della guerra in Europa nel maggio del 1945.

## Storia

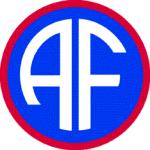
Stemma dell'Allied Force Headquarters

L'AFHQ fu fondato nel Regno Unito nel 1942 e affidato al tenente generale Dwight D. Eisenhower per coordinare l'Operazione Torch e l'invasione alleata dell'Africa Francese del Nord, allora in pianificazione. Eisenhower ottenne quindi il grado di comandante in capo.
Dopo il successo degli sbarchi anglo-statunitensi in Marocco e Algeria, e l'avvio degli scontri della campagna di Tunisia, fu necessario sottoporre le forze alleate ad un singolo comandante, siccome la First Army e l'Eighth Army, guidate rispettivamente da Kenneth Arthur Noel Anderson e Bernard Law Montgomery, erano ormai molto vicine tra loro ed avevano bisogno di essere coordinate. Nel febbraio 1943 fu quindi creato il 18th Army Group sotto il comando del generale britannico Harold Alexander, strategicamente subordinato all'Allied Force Headquarters di Eisenhower; il 18th Army Group diresse i combattimenti in Tunisia fino alla conclusione della campagna nel maggio 1943, al termine della quale fu sciolto.
L'Allied Force Headquarters assunse il comando delle successive operazioni Husky, Baytown e Avalanche durante la campagna d'Italia. Eisnehower lasciò l'AFHQ nel gennaio del 1944, per assumere il comando delle forze alleate che stavano preparandosi per l'operazione Overlord; fu succeduto dal generale britannico Henry Maitland Wilson.
Wilson restò al comando per poco meno di un anno, in quanto dovette succedere al maresciallo di campo John Dill della British Joint Staff Mission, morto improvvisamente nel 1944. Lo sostituì Harold Alexander, fino al termine della guerra. L'AFHQ fu soppresso il 17 settembre del 1947.